# Port Lavaca
Port Lavaca is een plaats (city) in de Amerikaanse staat Texas, en valt bestuurlijk gezien onder Calhoun County.

## Demografie
Bij de volkstelling in 2000 werd het aantal inwoners vastgesteld op 12.035.
In 2006 is het aantal inwoners door het United States Census Bureau geschat op 11.696, een daling van 339 (-2.8%).

## Geografie
Volgens het United States Census Bureau beslaat de plaats een oppervlakte van
35,3 km², waarvan 25,3 km² land en 10,0 km² water.

## Geboren
- Steven Saylor (1956), schrijver

## Plaatsen in de nabije omgeving
De onderstaande figuur toont nabijgelegen plaatsen in een straal van 28 km rond Port Lavaca.